# Айвазян, Вачаган Петросович
Вачаган Петросович Айвазян (арм. Վաչագան Պետրոսի Այվազյան) (род. 20 ноября 1949, Кировабад) ― советский и армянский врач, травматолог-ортопед. Доктор медицинских наук (1987), профессор (2002), действительный член Академии медицинских наук Республики Армения (1997), действительный член Российских медико-технических академий (2001). Впервые в Армении внедрил метод эндопротезирования тазобедренного сустава.

## Биография
Родился 20 ноября 1949 в городе Кировабад (ныне Гянджа), Азербайджанская ССР, СССР.
В 1972 году окончил лечебный факультет Ереванского государственного медицинского института. С 1972 по 1973 год прошёл интернатуру на базе Ереванской железнодорожной клинической больницы. В 1977 году защитил кандидатскую диссертацию.
В 1987 году защитил в НИИ ортопедии (Украина) докторскую диссертацию на соискание учёной степени доктора медицинских наук. С 1989 года работает заведующим отделением НИИ травматологии и ортопедии в Армении.
В 1989 году стал директором  Центра травматологии, ортопедии, ожогов и радиологии Минздрава Армении, с 1992 года одновременно заведовал кафедрой травматологии и ортопедии Национального института здоровья Армении.
В 1988 году назначен главным травматологом-ортопедом Министерства здравоохранения Армянской ССР, с 1990 года возглавляет Ассоциацию травматологов и ортопедов Армении, в 1995 году стал членом Международной ассоциации хирургической ортопедии и травматологов.
Работы Вачагана Петросовича Айвазяна касаются хирургии остеомиелита, внутреннего протезирования крупных суставов, хирургии позвоночника, восстановления костной ткани, лечения костной недостаточности, функциональной стабильной оссификации. В Армении впервые внедрил метод эндопротезирования тазобедренного сустава.
Автор более 300 научных работ.

## Награды
- Медаль «За боевые заслуги», 2001 год
- Золотая медаль Министерства здравоохранения Республики Армения, 2009 год
- Медаль Европейской комиссии за академические награды имени Пауля Эрлиха, 2009 год